# John Knoll

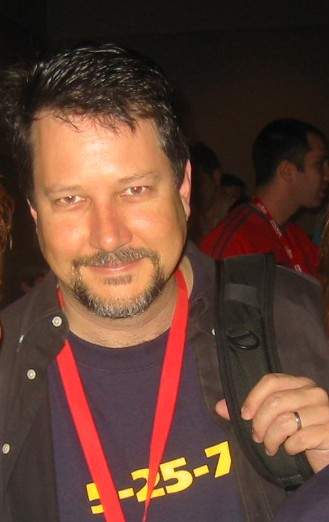
John Knoll

John Knoll (* 1962 in Ann Arbor, Michigan) ist ein US-amerikanischer Spezialist für visuelle Effekte, Oscar-Preisträger und  Mitentwickler des Bildbearbeitungsprogramms Photoshop.

## Leben
Knoll ist der Sohn des College-Professors Glenn Knoll, von dem er sein Interesse an Fotografie und Computer erbte. Er ist verheiratet und hat vier Kinder.
Zusammen mit seinem Bruder Thomas Knoll ist er Ende der 1980er Jahre einer der Erfinder des Bildbearbeitungsprogramms Photoshop, das erst Display, kurz ImagePro hieß und schließlich 1990 von Adobe Systems als Photoshop veröffentlicht wurde. Ein Foto, das Knoll erstellt und Jennifer in Paradise nannte, war das erste Farbbild zur Demonstration der Fähigkeiten von Photoshop. Es zeigt Knolls damalige Freundin, mit der er inzwischen verheiratet ist, an einem Strand sitzend, mit nacktem Rücken zum Betrachter gewandt. Ihr Blick richtet sich auf das Meer vor ihr.
Seit 1986 arbeitet Knoll als CGI-Spezialist bei Industrial Light & Magic (ILM). Als Mitarbeiter von ILM hat er an zahlreichen Filmen mitgearbeitet, so an Star Wars, Star Trek und Mission: Impossible. Er war auch der „Computer Graphics Project Designer“ von Abyss – Abgrund des Todes (1989). Für diesen Film wurde ILM mit einem Oscar für die besten Spezialeffekte ausgezeichnet. Knoll selbst gewann den Preis nach drei erfolglosen Nominierungen 2007 für seine Arbeit an Pirates of the Caribbean – Fluch der Karibik 2 (2006).
Knoll war an der Storyentwicklung zu Rogue One: A Star Wars Story (2016) beteiligt.

## Visuelle Effekte – Film (Auswahl)
An den folgenden Filmen war John Knoll als CGI-Spezialist beteiligt:
- Auf der Suche nach dem goldenen Kind (1986) (Animation Camera Operator)
- Willow (1988) (Animation Camera Operator)
- Abyss – Abgrund des Todes (1989) (Computer Graphics Designer)
- Jagd auf Roter Oktober (1990) (Associate Visual Effects Supervisor)
- Martians – Ein Außerirdischer kommt selten allein (1990) (Visual Effects Supervisor)
- Hudson Hawk – Der Meisterdieb (1991) (Visual Effects Supervisor)
- Star Trek: Treffen der Generationen (1994) (Visual Effects Supervisor)
- Mission: Impossible (1996) (Visual Effects Supervisor)
- Star Trek: Der erste Kontakt (1996) (Visual Effects Supervisor)
- Star Wars (1997) (Visual Effects Supervisor der Special Edition)
- Star Wars - Die Rückkehr der Jedi Ritter (1997) (Visual Effects Supervisor der Special Edition)
- Star Wars: Episode I – Die dunkle Bedrohung (1999) (Visual Effects Supervisor)
- Deep Blue Sea (1999) (Visual Effects Supervisor)
- Mission to Mars (2000) (Visual Effects Supervisor)
- Star Wars: Episode II – Angriff der Klonkrieger (2002) (Visual Effects Supervisor)
- Fluch der Karibik (2003) (Visual Effects Supervisor)
- Star Wars: Episode III – Die Rache der Sith (2005) (Visual Effects Supervisor)
- Pirates of the Caribbean – Fluch der Karibik 2 (2006) (Visual Effects Supervisor)
- Pirates of the Caribbean – Am Ende der Welt (2007) (Visual Effects Supervisor)
- The Mandalorian (2019) (ILM Visual Effects Supervisor)

## Visuelle Effekte – Werbefilme
- Lucasfilm LTD THX (Trailer) – Motion Control Camera Operator (1987)
- Pacific Bell Smart Yellow Pages – Visual Effects Supervisor (1988)
- US Air Ballet – Director (1989)
- FDA Radon (PSA) – Visual Effects Supervisor (1989)
- Crystal Light Shade – Visual Effects Supervisor (1990)
- Chevron High Performance – Visual Effects Supervisor (1990)
- NEC Turbo Grafix – Visual Effects Supervisor (1990)
- Panasonic Broadcast Simulator – Visual Effects Supervisor (1990)
- Dodge Daytona Starting Price – Visual Effects Supervisor (1991)
- Intel Computer Inside – Director (1991)

## Dokumentationen
- From Star Wars to Star Wars: The Story of Industrial Light & Magic (1999)
- The Beginning: Making Episode I (2001)
- State of the Art: The Pre-Visualization of Episode II (2002)
- From Puppets to Pixels: Digital Characters in Episode II (2002)
- An Epic at Sea: The Making of Pirates of the Caribbean (2003)
- No Feat But What We Make: Terminator 2 and the Rise of Digital Effects (2003)

## Gastauftritte
Seinen ersten Gastauftritt hatte John Knoll im ersten Teil von Mission: Impossible als ein Passagier im Zug (Tunnel). Bei Star Wars: Episode I – Die dunkle Bedrohung tauchte er als Leutnant Rya Kirsch, in Star Wars: Episode III – Die Rache der Sith als Raumschiff-Pilot auf.

## Buchautor
Mit Star Wars – George Lucas und die Schöpfung seiner Welten hat John Knoll zusammen mit J. W. Rinzler ein Buch (700 Seiten/CD-ROM) über die Entstehung der Weltraum-Saga Star Wars veröffentlicht (ISBN 978-3-89660-314-2).